# Peacock bass

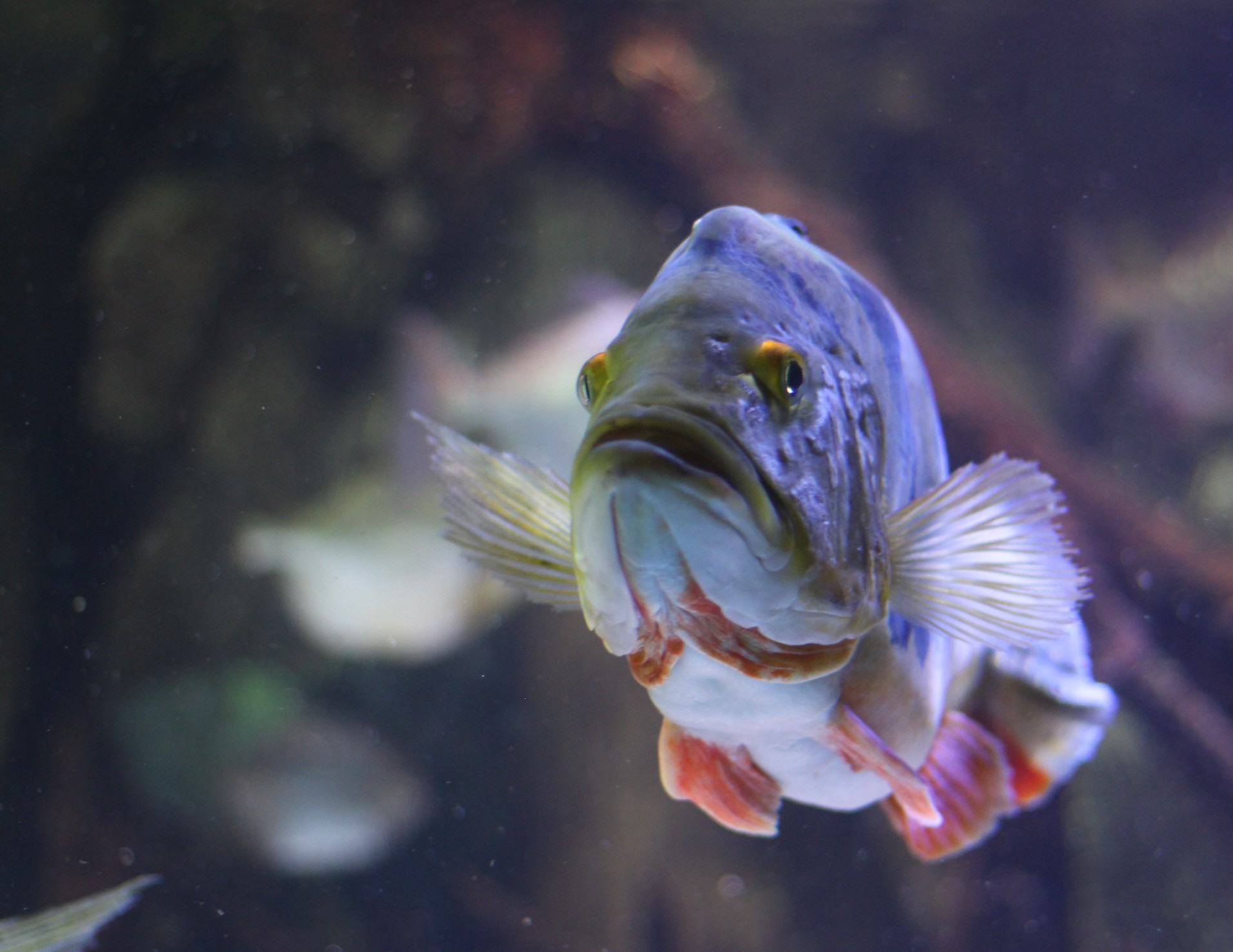
Cichla monoculus

Tucunaré ou Peacock bass est le nom employé communément pour décrire plusieurs espèces d’eau douce tropicale du genre Cichla originaires de l’Amazone. Ces poissons ne sont pas de vrais bass mais plutôt des Cichlidae.
Les espèces de Tucunaré sont :
- Cichla temensis
- Cichla ocellaris
- Cichla intermedia
- Cichla orinocensis
- Cichla monoculus
- Cichla pinima

On peut également les rencontrer dans les eaux de la Colombie, la République dominicaine, la Malaisie, Panama et Singapour, ainsi que dans certains territoires des États-Unis comme Guam, la Floride, Porto Rico, Hawaii et les îles Vierges.